# Tortuga
Tortuga (em francês: Île de la Tortue, fr; em crioulo haitiano: Latòti; em castelhano: Isla Tortuga, es, Turtle Island) é uma ilha caribenha que faz parte do Haiti, situada na costa noroeste de Hispaniola. Ela constitui a comuna de Île de la Tortue no arrondissement de Port-de-Paix do departamento Nord-Ouest do Haiti.
Tortuga tem 180
 quilômetro quadrados (69 milha quadradas) de área e tinha uma população de 25 936 habitantes no censo de 2003. No século XVII, Tortuga foi um grande centro e refúgio de piratas do Caribe. Sua indústria turística e as referências em muitas obras tornaram-na uma das regiões mais reconhecidas do Haiti.

## História
Os primeiros europeus a chegar em Tortuga foram os espanhóis em 1492, durante a primeira viagem de Cristóvão Colombo ao Novo Mundo. Em 6 de dezembro de 1492, três navios espanhóis entraram no Canal do Vento, que separa Cuba e Haiti. Ao amanhecer, Colombo avistou uma ilha cujos contornos surgiam da névoa matinal. Como o formato lembrava o casco de uma tartaruga, ele escolheu o nome de Tortuga.
Tortuga foi originalmente povoada por alguns colonizadores espanhóis sob a Capitania Geral de Santo Domingo. Em 1625, colonos franceses e ingleses vindos de Saint Kitts chegaram à ilha de Tortuga após planejarem inicialmente se estabelecer na parte continental de Hispaniola. Eles foram atacados em 1629 por forças espanholas comandadas por Don Fadrique de Toledo, que os expulsou antes de construir um forte na ilha e guarnecê-lo. Como grande parte da guarnição acabou indo para Hispaniola para expulsar colonos franceses que lá residiam, outros colonos franceses retornaram em 1630, ocupando e ampliando o forte.
A partir de 1630, a ilha de Tortuga foi dividida em colônias francesas e inglesas, permitindo que bucaneiros usassem a ilha como sua principal base de operações. Em 1633, os primeiros escravos foram importados da África para auxiliar nas plantações. No entanto, em 1635 o uso de escravos foi interrompido. Diz-se que os escravos estavam fora de controle na ilha, ao mesmo tempo em que havia desavenças e conflitos constantes entre colonos franceses e ingleses em Tortuga.
Em 1635, os espanhóis expulsaram os colonos franceses e ingleses de Tortuga antes de partir. Como mais colonos ingleses e franceses logo retornaram, os espanhóis voltaram para expulsá-los novamente, mas partiram porque a ilha era muito pequena para ter grande importância. Isso permitiu o retorno de franceses e ingleses. Em 1638, os espanhóis retornaram pela terceira vez para assegurar sua reivindicação sobre a ilha e expulsar os colonos franceses e neerlandeses de Tortuga. Eles ocuparam a ilha, mas acabaram sendo expulsos pelos colonos franceses e neerlandeses em 1640, quando os franceses construíram o Fort de Rocher em um porto natural; o forte permitiu que os franceses derrotassem uma força invasora espanhola no ano seguinte.

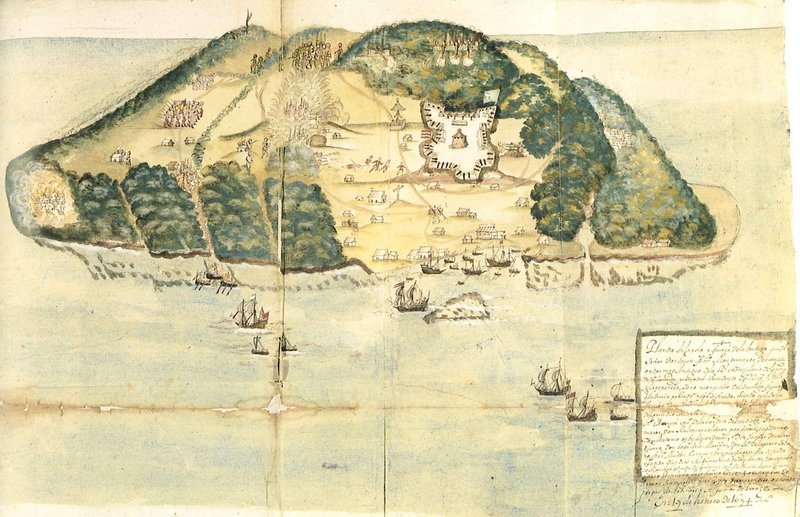
Desenho da ilha de Tortuga do século XVII.

Em 1640, os bucaneiros de Tortuga se autodenominavam Irmãos da Costa. A população de bucaneiros era majoritariamente composta por franceses e ingleses, além de um pequeno número de neerlandeses. Em 1654, os espanhóis atacaram a ilha pela quarta e última vez, derrotando uma força franco-inglesa.
Em 1655, Tortuga foi novamente povoada por colonos ingleses e franceses sob Elias Watts, que obteve uma comissão do coronel William Brayne, governador da Jamaica, para servir como governador de Tortuga. Em 1664, o bucaneiro francês Jeremie Dechamps vendeu a ilha por 15 000 libras para a Companhia Francesa das Índias Ocidentais depois de ter tentado vendê-la aos ingleses por 6 000 libras após uma oferta inicial de 10 000 libras pelos franceses. No mesmo ano, 400 colonos franceses vindos de Anjou chegaram a Tortuga e estabeleceram as primeiras plantações de açúcar de Hispaniola desde a primeira onda de colonização europeia. Esse grupo de colonos se espalhou pela costa do continente e se tornou o núcleo da colônia francesa de Saint-Domingue.
Por volta de 1670, a era dos bucaneiros estava em declínio, e muitos piratas passaram a se dedicar ao corte de madeira e ao Comércio de madeira como nova fonte de renda. Nessa época, o corsário galês Henry Morgan começou a promover a si próprio e convidou os piratas da ilha de Tortuga a navegar sob seu comando. Morgan e cerca de 2.000 corsários então atacaram e saquearam Panamá no ano seguinte. Eles foram contratados pelos franceses como força de ataque, permitindo que a França tivesse um controle muito mais forte na região do Caribe. Consequentemente, os piratas nunca controlaram totalmente a ilha e mantiveram Tortuga como um refúgio neutro para seus despojos de pirataria.
Em 1680, o Parlamento da Inglaterra proibiu súditos ingleses de navegar sob bandeiras estrangeiras (em oposição à prática anterior). Isso representou um grande golpe legal para a pirataria no Caribe. Foram feitos acordos no Tratado de Ratisbona de 1684, assinado pelas potências europeias, que puseram fim à pirataria. A maioria dos piratas depois desse período foi contratada por potências europeias para reprimir seus antigos aliados bucaneiros. A capital de Saint-Domingue foi transferida de Tortuga para Port-de-Paix no continente de Hispaniola em 1676.

## Geografia
A ilha de Tortuga fica ao largo da costa norte do Haiti. É muito montanhosa e rochosa; as rochas são especialmente abundantes na parte norte da ilha. No início do século XVII, a população vivia na costa sul da ilha, onde havia um porto para a entrada de navios. A costa norte era descrita como inacessível tanto por terra quanto por mar.
A área habitada era dividida em quatro partes; a primeira delas era chamada de "Terra Baixa" ou "País Baixo". Essa região continha o porto da ilha e, portanto, era considerada a mais importante. A cidade chamava-se Cayona, e os plantadores mais ricos da ilha moravam lá. A segunda região era chamada de "Middle Plantation" (Plantação do Meio); os agricultores dessa região não conheciam bem o solo e ele era usado apenas para cultivar Tabaco. A terceira parte chamava-se "La Ringot" e ficava na porção oeste da ilha. A quarta região era chamada de "La Montagne" (A Montanha); foi lá que as primeiras plantações cultivadas foram estabelecidas na ilha.
Esse retrato do século XVII é conhecido principalmente por causa da descrição detalhada de Alexandre-Olivier Exquemelin em seu livro Zeerovers, no qual ele descreve uma viagem à ilha em 1666.

## Na cultura popular
Tortuga foi retratada em muitas obras que abordam a pirataria no Caribe nos séculos XVII e XVIII.

### Filmes
Tortuga apareceu em vários filmes, incluindo
- Safe in Hell (1931)
- Capitão Blood (1935)
- The Black Swan (1942)
- The Spanish Main (1945)
- Double Crossbones (1950)
- Abbott and Costello Meet Captain Kidd (1952)
- Pirates of Tortuga (1961)
- Filmes de Piratas do Caribe

### Literatura
Livros que retratam a ilha incluem:
- Deadmen Walking: A Deadman's Cross Novel (2017) de Sherrilyn Kenyon
- Tortuga de Valerio Evangelisti
- Lovesong de Valerie Sherwood
- Caribbean (1989) de James Michener
- The Black Swan (1932) de Rafael Sabatini
- Série de romances O Corsário Negro de Emilio Salgari (1898–1908)
- The Black Avenger of the Spanish Main (1847) de Ned Buntline
- The Dark Secret of Josephine (1955) de Dennis Wheatley
- 1637: No Peace Beyond the Line (novembro de 2020) de Eric Flint e Charles E. Gannon

### Música
Tortuga é mencionada em várias canções, incluindo:
- "Jonas Psalter" (1973) da banda de rock Styx
- "Night in Tortuga" (1986) de Norman Dozier
- "Tortuga Bay" (1989) da banda alemã de heavy metal Running Wild
- "Tortuga" (2006) da banda italiana de ska Talco
- "Jack Sparrow" de The Lonely Island com Michael Bolton
- "Tortuga" (2011) da banda galesa Catfish and the Bottlemen
- "Welcome to Tortuga" (2012) da banda sueca de folk pirata Ye Banished Privateers
- "Tortuga" (2014) da banda de space rock Earthling Society
- "Tortuga" e "Gute Nacht Tortuga", ambas do álbum Tortuga (2017) da banda alemã de folk pirata  de
- "Tortuga" (2020) e "Return to Tortuga" (2022) da banda escocesa de pirate metal Alestorm
- "Turtle Island" (2002) de Mike Oldfield

### Video games
- Assassin's Creed IV: Black Flag (2014)
- Pirates of the Caribbean Online (2007)
- Tortuga: Two Treasures (2007)

### Obras de Rafael Sabatini

#### Captain Blood
Tortuga é destaque na série Captain Blood de Rafael Sabatini e nas adaptações cinematográficas baseadas na obra; a mais famosa é Captain Blood (1935), estrelada por Errol Flynn. É o local onde Blood e sua tripulação encontram refúgio após a fuga de Barbados em 1685. Blood recebe uma Carta de Corso do governador de Tortuga, D'Ogeron, e a ilha torna-se sua base principal pelos quatro anos seguintes. Ele inicia seus ataques a partir de Cayona, e vários eventos nos livros ocorrem na própria Tortuga ou em navios ancorados no porto de Cayona.
Sabatini utilizou History of the Bouccaneers of America de Exquemelin como principal fonte para sua descrição de Tortuga e, portanto, a ilha é retratada como um lugar onde muitos bucaneiros, prostitutas e outras profissões duvidosas operam, mas a Companhia Francesa das Índias Ocidentais, que governa Tortuga, lucra com essas atividades.

#### The Black Swan
Tortuga também aparece no romance The Black Swan de Sabatini e na adaptação cinematográfica de 1942 baseada nele.

## Pessoas notáveis
- Gabard Fénélon, jogador de futebol profissional
- Hugues Gentillon, diretor de cinema e fundador da Yugy Pictures Entertainment